# Robert Dreyfus (rabbin)
Pour les articles homonymes, voir Dreyfus.
Robert Dreyfus (né en 1913 à Sélestat et mort le  12 avril 2002 en Israël) est un rabbin français du XXe siècle, rabbin de Haguenau, de Bruxelles, puis grand-rabbin de Metz (1954-1963), et finalement grand-rabbin de Belgique (1963-1980).